# Miklós Szécsen

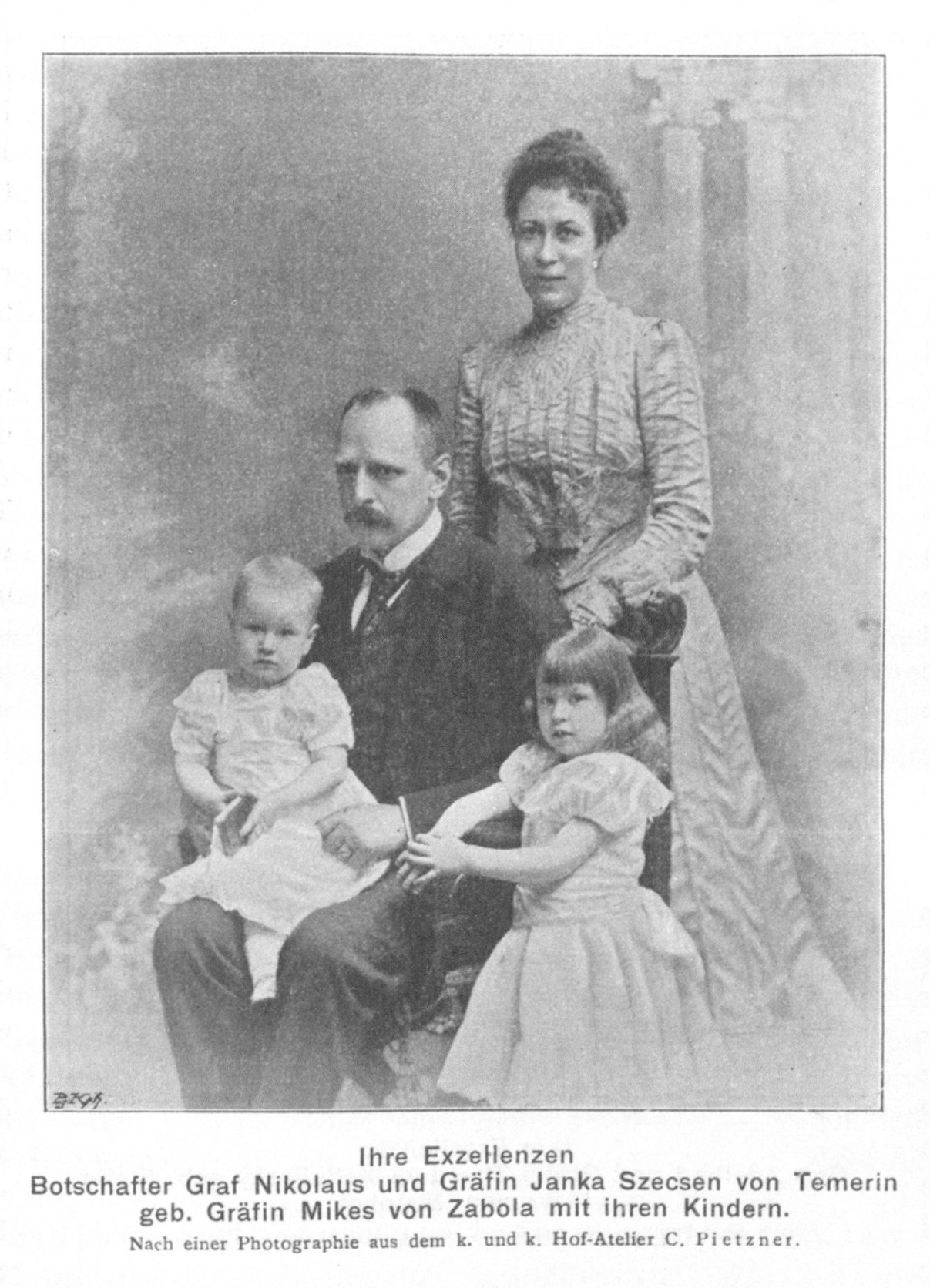
Miklós Szécsen mit Frau und Kindern (1902).

Miklós Graf Szécsen von Temerin (auch Nikolaus Szécsen, * 26. November 1857 in Temerin; † 18. Mai 1926 in Gyöngyösszentkereszt) war ein ungarischer Großgrundbesitzer, Hofmarschall und Diplomat Österreich-Ungarns.

## Leben
Szécsen wurde als Sohn des Diplomaten Antal Szécsen geboren. Bis 1879 studierte er Jura in Pozsony, wurde im Folgejahr in den diplomatischen Dienst aufgenommen und zunächst bei der k.u.k. Botschaft in Belgrad beschäftigt. Anschließend wurde er Attaché in Konstantinopel und 1882 in Rom. 1885 wurde er nach Paris, und 1888 nach Sankt Petersburg versetzt. 1889 wurde er Legationssekretär in Bukarest und 1894 Legationsrat. Im Folgejahr wurde er im k.u.k. Außenministerium Kabinettchef unter Agenor Gołuchowski d. J. und diente als Ratgeber in Gelegenheiten, die den ungarischen Reichsteil der Doppelmonarchie betrafen. 1896 heiratete er Janka Mikes. Ab 1901 war Szécsen k.u.k. Botschafter beim Heiligen Stuhl und von 1911 bis Ausbruch des Ersten Weltkriegs Botschafter Österreich-Ungarns in Paris. 1916 wurde er Hofmarschall in Ungarn und Mitglied des Magnatenhauses.